# Хоукър Бийчкрафт
Хоукър Бийчкрафт (на английски: Hawker Beechcraft) е американско-канадска самолетостроителна компания за частни и бизнес самолети.
Създадена е на 21 декември 2006 г., когато канадската корпорация „Онекс“ и американската инвестиционна банка „Голдман Сакс“ сформират холдинг и закупуват част от производствените активи на „Рейтеон“ (Raytheon Corporation) – „Хоукър“ и „Бийчкрафт“ (подразделения, произвеждащи частни и бизнес реактивни самолети за средни и къси разстояния).

## Стандартна линия на производство
Компанията е специализирана основно в частни реактивни самолети за къси и средни (до 4200 км) разстояния, с максимален капацитет до 16 пътника.
Българското правителство закупува 1 „Хоукър-800“ за правителствени нужди (единичната цена на световните пазари за този модел е около 20 млн. долара; на старо – между 7 и 15 млн.) в допълнение към стария президентски „Туполев-154“.

## Военно производство
Във военната сфера компанията произвежда изключително и само тренировъчни самолети. Сред по-известните им модели е „Т-1 Джейхок“, може би единственият им самолет от военната сфера, останал за по-дълго време от една година в серийно производство, главно поради няколкото десетки поръчки от военновъздушните сили на САЩ.